# Mindoo Phillip Park
Mindoo Phillip Park lub Marchand Football Ground – wielofunkcyjny stadion w Castries na Saint Lucia. Jest obecnie używany głównie dla meczów piłki nożnej oraz krykieta. Mieści 5000 osób. Swoje mecze rozgrywa na nim drużyna Pioneers FC.